# Gavin Flood
Gavin Flood (Londra, 1954) è uno storico delle religioni britannico.

## Biografia
Docente di Induismo e Religioni comparate presso la facoltà di teologia della Oxford University e dal 2005 direttore accademico dell'Oxford Centre for Hindu Studies, Gavin Flood è ritenuto uno fra i massimi specialisti mondiali dell'induismo, in particolare del tantrismo.

## Opere
- Body and Cosmology in Kashmir Shaivism, Mellen Press, 1993.
- Rites of Passage, Pinter, 1994.
- Introduction to Hinduism, Cambridge University Press, 1996.

L'induismo, traduzione di Mimma Congedo, Einaudi, 2006.
- Beyond Phenomenology: Rethinking the Study of religion, Cassell, 1999.
- The Ascetic Self: Subjectivity, Memory and Tradition, Cambridge University Press, 2004.
- The Tantric Body: The Secret Tradition of Hindu Religion, Tauris, 2006.
- The Importance of Religion: Meaning and Action in Our Strange World, Wiley-Blackwell, 2011.

- (curatore) The Blackwell companion to Hinduism, Blackwell Publishing, 2003.
- (traduttore con Charles Martin) The Bhagavad Gita: a new translation, W. W. Norton & Company, 2012.